# Осипкино
О́сипкино (рос. Осипкино, марій. Осипсола) — присілок у складі Гірськомарійського району Марій Ел, Росія. Входить до складу Виловатовського сільського поселення.

## Населення
Населення — 31 особа (2010; 32 у 2002).
Національний склад (станом на 2002 рік):
- гірські марійці — 97 %